# Мурватов, Бахрам Шабан оглы
Бахрам Шабан оглу Мурватов (азерб. Bəhram Mürvətov; род. 23 января 1961, Баку) — азербайджанский и советский борец греко-римского стиля, мастер спорта СССР. Заслуженный тренер Азербайджана.

## Биография
Родился в 1961 году в Баку. В 1978 окончил среднюю школу. В 1982 году окончил Азербайджанский государственный институт физической культуры имени С. М. Кирова.
В 1982—1984 гг. — проходил службу во внутренних войсках МВД СССР.
С 1984 — тренер в СДЮШОР «Динамо». В 1986—1992 гг. — директор там же.
В 1992—1996 гг. — начальник спорткоманды ВВ МВД Азербайджана.
В 2001—2008 гг. — старший тренер национальной команды Азербайджана по греко-римской борьбе. Готовил команду на 28-е (Ф. Мансуров — золото) и 29-е олимпийские игры (Р. Байрамов, В. Рагимов — оба серебряные призёры).
В 2008—2009 гг. — главный тренер национальной сборной команды Азербайджана по греко-римской борьбе.
В 2009—2015 гг. — помощник главного тренера.
В 2015—2018 гг. — старший тренер юношеской сборной команды по греко-римской борьбе (за этот период было завоевано 30 медалей на чемпионатах мира и Европы).